# Samouco
O Samouco es una freguesia portuguesa del concelho de Alcochete, con 2'83 km² de área y 2.788 habitantes (2001). Densidad de población: 984'8 hab/km².